# Acto de Chacarillas
El acto de Chacarillas es el nombre con que se conoce a un evento realizado en la cumbre del cerro homónimo en Santiago de Chile el 9 de julio de 1977, organizado por el Frente Juvenil de Unidad Nacional para conmemorar el segundo aniversario de su fundación, y además un nuevo aniversario de la Batalla de La Concepción.

## Desarrollo
Los preparativos del acto estuvieron a cargo de Álvaro Puga, director de Asuntos Públicos de la Secretaría General de Gobierno, y Jaime Guzmán; este último fue el encargado de redactar el discurso que pronunciaría Augusto Pinochet. La puesta en escena del acto estuvo diseñada por Enrique Campos Menéndez (entonces director nacional de la Dirección de Bibliotecas, Archivos y Museos) y Germán Becker Ureta, publicista y creador de espectáculos masivos.
El evento se inició alrededor de las 17:00, con dos columnas de alumnos universitarios que realizarían su ascenso al cerro: los alumnos de la Universidad de Chile se reunieron en la intersección de la calle Pío Nono con la avenida Santa María, mientras que los de la Universidad Católica de Chile se concentraron en la esquina de las avenidas Pedro de Valdivia y Providencia. Ambas columnas ascendieron los 4 km entre los faldeos del cerro San Cristóbal y la cumbre del cerro Chacarillas para finalmente encontrarse en este último punto.
El evento principal consistió en una liturgia denominada "cívico-patriota" y el desfile de 77 jóvenes entre antorchas hacia la cumbre del cerro. Posteriormente dichos jóvenes recibirían una condecoración de parte de las autoridades de la dictadura militar.
El acto adquirió especial relevancia debido al discurso pronunciado en el lugar por Augusto Pinochet alrededor de las 21:15 por cadena nacional de radio y televisión, en el cual presentó algunos lineamientos sobre la institucionalidad que buscaba el régimen. En ella se esbozó un plan político que contemplaba tres etapas:
- Una etapa de "recuperación" (1977-1981), en la que paulatinamente se derogaría la Constitución de 1925 mediante la creación de Actas Constitucionales.
- Una etapa de "transición" (1981-1985), en la que se crearía una Cámara Legislativa o de Representantes que actuaría como Poder Legislativo y que sería designada por el gobierno o contaría con su visto bueno.
- Una etapa de "normalidad constitucional" (desde 1985) en la que el poder sería devuelto a la civilidad[1][5][6]

## Participantes
En el acto de Chacarillas participaron 77 jóvenes representantes de diversas actividades, que a su vez representarían a los 77 militares chilenos fallecidos en la batalla de La Concepción en 1881. En la lista se presentan con las actividades que desempeñaban en el momento del acto.
1. Jaime Alcalde, dirigente estudiantil.
2. Gustavo Alcalde, jefe del Departamento Estudiantil de la Secretaría Nacional de la Juventud.
3. Francisca Aldunate, periodista de Canal 13.
4. Carlos Alegría, cantante.
5. Gustavo Alessandri Balmaceda, presidente del Centro de Alumnos del Colegio Sagrados Corazones de Manquehue.
6. Michelle Astaburuaga, cantante.
7. Ignacio Astete, coordinador nacional del Frente Juvenil de Unidad Nacional.
8. Flor Ayala, periodista.
9. Herminio Barra, dirigente campesino.
10. Fernando Barros, presidente del Centro de Alumnos de Derecho de la Universidad de Chile.
11. Francisco Bartolucci, secretario nacional de la Juventud.
12. Carlos Bombal, subsecretario nacional de la Juventud.
13. Jaime Bretti, ciclista.
14. Mario Cerda Yévenes, secretario comunal de Quilicura de la Secretaría Nacional de la Juventud.
15. Andrés Chadwick, jefe del Movimiento Gremial de la Universidad Católica de Chile
16. Jorge Claude, secretario del Consejo Superior Estudiantil de la Universidad de Chile.
17. Juan Antonio Coloma Correa, presidente de la FEUC.
18. David Contreras, presidente del Centro de Alumnos del Liceo Darío Salas.
19. Patricio Cordero, dirigente estudiantil de la Universidad de Chile.
20. Luis Cordero, coordinador provincial del Frente Juvenil de Unidad Nacional.
21. Mario Dalbosco, presidente del Centro de Alumnos del Patrocinio San José.
22. María Angélica de Luigi, periodista.
23. Jaime del Valle Swinburn, secretario general de la FEUC.
24. Luis Alberto Echeñique, tesorero de la FEUC.
25. Fernando Embcke, Premio Luis Cruz Martínez.
26. Jorge Escárate
27. Patricia Espejo, periodista.
28. Roberto Espinoza, compositor.
29. María Olga Fernández, animadora de televisión.
30. José Alfredo Fuentes, cantante.
31. Leonardo García, presidente del Centro de Alumnos de Agronomía de la Universidad de Chile.
32. Hans Gildemeister, tenista.
33. María Graciela Gómez, animadora de televisión.
34. Ricardo Herrera, jefe comunal de la Secretaría Nacional de la Juventud.
35. Manuel Félix Herrera, secretario comunal de Maipú de la Secretaría Nacional de la Juventud.
36. Ignacio Irarrázaval, dirigente estudiantil del Frente Juvenil de Unidad Nacional.
37. Milenko Ivankivic, Premio Luis Cruz Martínez.
38. Cristián Jara, miembro de la Secretaría Nacional de la Juventud.
39. Cristián Larroulet, secretario ejecutivo del Frente Juvenil de Unidad Nacional.
40. Joaquín Lavín, economista.
41. Coco Legrand, humorista.
42. Enrique López, miembro del Consejo Superior Estudiantil de la Universidad de Chile.
43. Luis López, secretario comunal de Conchalí de la Secretaría Nacional de la Juventud.
44. Julio López Blanco, periodista y director de revista Juventud.
45. Rodrigo Martino, dirigente juvenil de la Región de O'Higgins.
46. Manfredo Mayol, gerente general de Televisión Nacional de Chile.
47. Oscar Medina, periodista.
48. Patricio Melero, dirigente estudiantil de la Universidad de Chile.
49. Roberto Meza, futbolista.
50. Jorge Mitaraki, dirigente estudiantil del Frente Juvenil de Unidad Nacional.
51. Fernando Molina, coordinador regional del Frente Juvenil de Unidad Nacional.
52. Juan Carlos Montenegro, dirigente secundario del Frente Juvenil de Unidad Nacional.
53. Juan Esteban Montero Arrey, periodista.
54. Sergio Montes, dirigente de la Secretaría Nacional de la Juventud.
55. Patricio Muñoz, vicepresidente del Consejo Superior Estudiantil de la Universidad Técnica del Estado
56. Hernán Olguín, periodista.
57. Fernando Pau, presidente del Consejo Superior Estudiantil de la Universidad Técnica del Estado
58. Gonzalo Pérez, presidente del Centro de Alumnos de la Escuela de Economía de la Universidad de Chile.
59. Sebastián Pérez, director del Instituto de Capacitación e Investigación en Reforma Agraria (ICIRA).
60. Nelson Pizarro, subdirector de la revista Juventud.
61. Claudio Sánchez Venegas, periodista.
62. Jaime Sánchez, jefe de Prensa de Canal 13.
63. Nelson Sanhueza, futbolista.
64. Andrés Santa Cruz López, coordinador nacional de secundarios del Frente Juvenil de Unidad Nacional.
65. Max Santelices, presidente del Centro de Alumnos del Liceo Valentín Letelier.
66. Peter Schuller, agrónomo y subdirector de ICIRA.
67. Marieta Sepúlveda, presidenta del Centro de Alumnos del Liceo N° 1 de Niñas.
68. Cristóbal Silva, presidente de la FEUCV.
69. Jorge Socías, futbolista.
70. Verónica Sommers, Miss Chile 1976.
71. Francisca Soto Luque, presidenta del Centro de Alumnos del Liceo N° 13.
72. Roberto Viking Valdés, cantante.
73. Cristián Varela, vicepresidente de la FEUC.
74. Aníbal Vial, presidente del Consejo Superior Estudiantil de la Universidad de Chile.
75. Antonio Vodanovic, animador de televisión.
76. Juan Carlos Yakcic, secretario comunal de la Secretaría Nacional de la Juventud.
77. Martín Zamora, campeón sudamericano de saltos ornamentales.

Posteriormente, algunos mencionados han señalado que no participaron del acto o no recibieron la distinción que se señala en la prensa, como por ejemplo Coco Legrand.